# 소지지역
소지지역(일본어: 総持寺駅, そうじじえき)은 일본 오사카부 이바라키시에 있는 한큐 전철 교토 본선의 역이다. 역 번호는 HK-70이다.

## 역사
한큐 교토 본선의 전신인 신케이한 철도가 1928년에 오사카에서 교토에 이르는 노선을 개통했을 때에는 해당역이 개통하지 않고 후에 신케이한 철도를 합병한 게이한 전기철도(게이한)에 의해서 1936년에 개설되었다. 게이한에 의한 소지지마에 주택지 분양에 맞추어 신설된 역이다.
- 1936년 4월 15일: 게이한 전기철도 신케이한 선의 이바라키마치 역(현, 이바라키시 역) ~ 돈다마치 역(현, 돈다역)간에 소지지마에 역으로 신설 개통.
- 1943년 10월 1일: 회사 합병으로 인하여 게이한신 급행전철(현, 한큐 전철)의 역이 됨.
- 1948년 1월 1일: 소지지 역으로 역명 변경.
- 1949년 12월 1일: 신케이한 선이 교토 본선으로 노선명이 변경되어 본 역도 교토 본선의 역이 됨.

## 역 구조
상대식 승강장 2면 2선의 지상역이다. 분기기, 절대 신호가 없어 정류장으로 분류된다. 경사면에 위치하여 승강장의 아와지 방향은 성토 위에 있다. 개찰구(서쪽 개찰구)는 승강장 밑, 상행(교토 방면) 승강장의 아와지 방향에 있다. 하행(오사카 방면) 승강장 쪽에도 개찰구(동쪽 개찰구)가 있는데 자동 매표기는 설치되지 않았다.
서쪽 개찰구과 상행 승강장, 동쪽 지상부와 하행 승강장 상의 동쪽 개찰구를 각각 연결하는 엘리베이터가 설치되어 있으며, 상행 승강장 쪽에는 다용도 화장실이 병설되었다.
2016년 12월 5일, 하행 승강장 위에 스탠드 형식의 커피점인 "네스카페 스탠드"가 개업하였다.

### 승강장
| 서 | ■ 교토 본선 | 상행 | 다카쓰키시・가쓰라・아라시야마・가라스마・교토 방면                |
| 동 | ■ 교토 본선 | 하행 | 오사카 (우메다)・아와지・덴가차야・기타센리・고베・다카라즈카 방면 |

※ 승강장 번호는 설정되지 않았다.

## 역 주변
역전은 남동쪽에 상점가가 많고, 그 끝에는 소지지 단지가 있다. 역의 북쪽은 한적한 주택지이며, 그 앞에 소지지가 있다.
서북쪽에는 과거에 후지텍의 본사가 있었으며 붉은 색과 흰색의 엘리베이터 시험 탑(높이 150m)이 보이는 밖에서도 방향을 나타내는 랜드마크가 되어 있었지만, 2006년 3월 31일 마지막으로 본사는 시가현 히코네시로 이전하였다. 이전 후에는 후지텍의 연수 시설이 남아 있어 시험 탑은 2008년 9월 하순부터 동년 12월 말까지 해체되었다. 연수 시설도 본사로 이전하고 애프터 마켓의 거점이 되어 "빅 피트"가 새로 생겨났다.
후지텍 구 본사 터는 도카이도 본선(JR 교토 선)변에 있어 서일본여객철도(JR 서일본)는 본 땅에 JR 소지지 역을 신설할 계획이다. 2018년 봄 개통을 목표로 공사가 진행되고 있다. 또한, 이와 함께 주변 지구의 정비나 아파트 3동 건설 등도 추진 중이다.
- 소지지
- 이바라키 시립 쇼에이 도서관
- 이바라키 시립 쇼에이 초등학교
- 이바라키 시립 쇼에이 유치원
- 소지지 생명・사랑・꿈 센터
- 오사카 유키오카 의료 대학
- 이바라키 쇼 우체국
- 다카쓰키 돈다니시 우체국
- 의료 법인 청풍회 이바라키 병원
- 의료 법인 선양회 호쿠세쓰 종합 병원
- 슈퍼 V
- 한큐 오아시스 소지지점
- 식품관 아프로 소지지점

## 사진

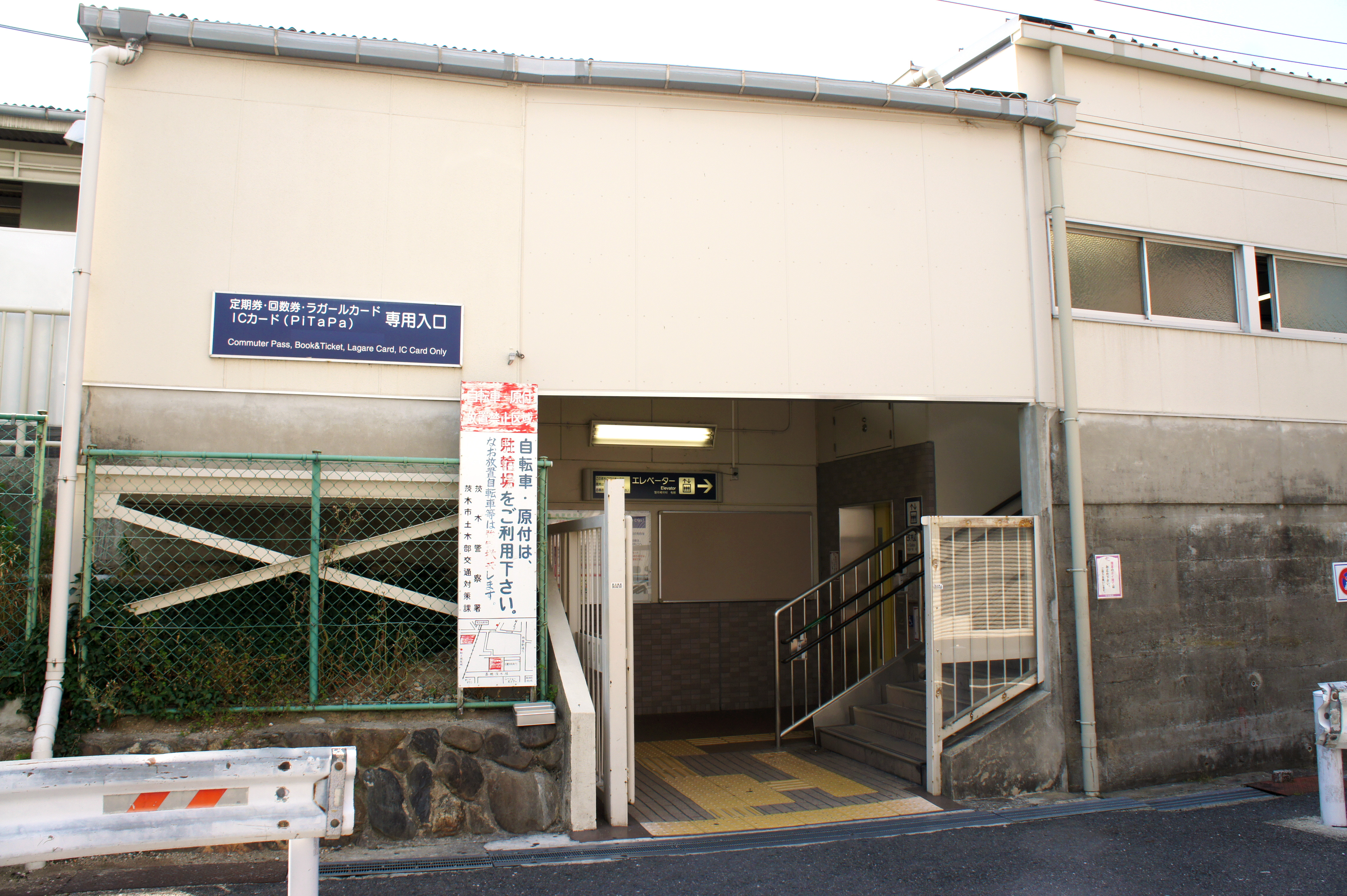
동쪽 출입구
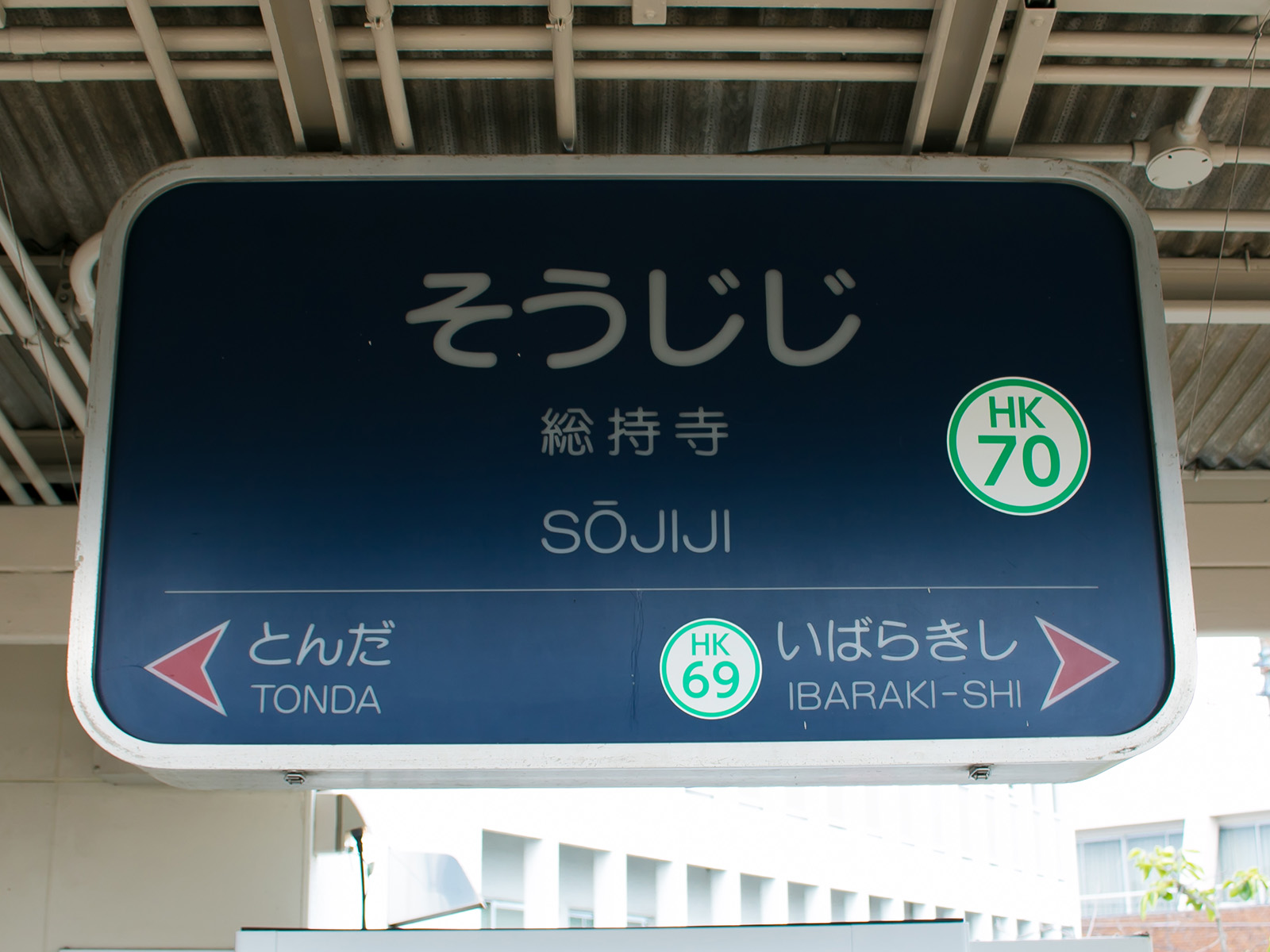
역명판

## 인접역
| 한큐 전철 ■ 교토 본선        | 한큐 전철 ■ 교토 본선 | 한큐 전철 ■ 교토 본선      |
| ---------------------------- | --------------------- | -------------------------- |
| HK-69 이바라키시 우메다 방면 | ■ 보통                | 돈다 HK-71 가와라마치 방면 |